# Dekret 770
Dekret 770 (rumunjski: decreţei = dekret) bio je rumunjski zakon iz 1966. godine, kojim se zabranio pobačaj. Komunistički režim Nicolae Ceauşescua donio je Dekret 770, s ciljem demografske obnove rumunjskoga stanovništva ograničavanjem pobačaja i kontracepcije. Natalitet je znatno porastao 1967. i vratio se s vremenom na staro, jer su ljudi pronašli načine za zaobilaženje Dekreta.

## Podrijetlo i nastanak Dekreta 770
Prije 1967., rumunjska politika pobačaja bila je jedna od najliberalnijih u Europi. Budući da je dostupnost kontracepcijskih metoda bila slaba, pobačaj je bio jako čest.
Kao rezultat modernizacije rumunjskoga društva, visokoga sudjelovanja žena na tržištu rada i niskoga životnoga standarda, broj rođenih znatno se smanjio od pedesetih godina prošloga stoljeća te 1966. godine dosegnuo svoju najnižu vrijednost. Međutim, političari su vidjeli smanjenje broja rođenih uglavnom kao posljedicu prethodnoga Dekreta izdanog 1957. godine, kojim je legaliziran pobačaj.
Kako bi se suprotstavili snažnom padu broja stanovnika i izumiranju, Komunistička je partija odlučila da se rumunjsko stanovništvo poveća na 30 milijuna stanovnika, zabranom pobačaja i kontracepcije. U listopadu 1966., Dekret 770 odobrio je rumunjski predsjednik Nicolae Ceauşescu. Pobačaj i kontracepcija proglašeni su zakonom zabranjenima, osim za žene iznad 45 godina (kasnije se spustilo na 40), za žene koje su već imale četvero djece (kasnije podignuto na pet), za žene čiji bi život bio ugrožen zbog medicinskih komplikacija i za žene koje su trudne zbog silovanja i/ili incesta.

## Izvršenje Dekreta
Da bi se izvršio Dekret 770, društvo je bilo strogo kontrolirano. Kontracepcija je nestala s policama trgovina, a sve su žene bile prisiljene ići ginekologu svaki mjesec. Svaka otkrivena trudnoća pratila se do rođenja djeteta. Tajna policija imala je pod kontrolom operacije u bolnicama. Seksualno obrazovanje prvenstveno je usredotočeno na prednosti i ljepote majčinstva i poticanje na osnivanje obitelji s mnogo djece.
Izravna posljedica Dekreta 770 bio je velik broj novorođene djece. Od 1966. do 1967. godine, broj poroda porastao je za gotovo 100%, a broj djece po ženi povećao se s 1,9 na 3,7 djece. Generacija rođena 1967. i 1968. bila je najbrojnija u rumunjskoj povijesti. Ubrzo su izgrađene tisuće vrtića.
Sedamdesetih godina, stope nataliteta ponovno su se smanjivale, ali postepeno i vratile se na stanje prije Dekreta 770 oko 1985. godine. Ljudi su počeli tražiti načine za zaobilaženje zakona. Bogate žene bile su u prilici ilegalno dobiti kontraceptive ili podmititi liječnike da daju dijagnoze koje su omogućile pobačaj. Među manje obrazovanim i siromašnijim ženama bilo je više trudnoća. Neke od tih žena, same su koristile primitivne metode pobačaja, što je dovelo do neželjenih posljedica.
Rumunjska je bila jedina istočnoeuropska zemlja u kojoj su bili zabranjeni pobačaj i kontracepcija od 1966. do 1989. godine. Također jedina je komunistička država u kojoj je predsjednik ubijen odmah nakon pada komunizma 1989. godine. Većina pobunjenika bili su mlađi od 23 godina, rođeni nakon zabrane pobačaja Dekretom 770. Također, rumunjska nogometna reprezentacija ostvarila je svoje najveće uspjehe na Svjetskim nogometnim prvenstvima od 1990. do 1998. godine (četvrtfinale i dvije osmine finala), kada je u naponu snage bila generacija rođena netom nakon zabrane pobačaja (Bogdan Stelea, Dan Petrescu, Dorinel Munteanu, Gheorghe Popescu, Florin Răducioiu i dr.)
Padom komunizma, opet je legaliziran pobačaj. U Rumunjskoj je 1990. godine bilo čak 899,654 registriranih pobačaja, a broj se svake godine smanjivao, pa je 2010. bilo 101,271 pobačaja.